# Leptodactylus diedrus
Leptodactylus diedrus é uma espécie de anfíbio da família Leptodactylidae. Pode ser encontrada no Peru, Brasil, Colômbia e Venezuela.